# Guillaume de Saluste du Bartas

Guillaume de Saluste du Bartas

Guillaume de Saluste du Bartas (kurz Guillaume du Bartas, okzitanisch Guilhèm de Sallusti deu Bartàs; * 1544 in Monfort; † 28. August 1590 in Mauvezin) war ein französischer Schriftsteller des Barocks.

## Leben und Werk
Guillaume de Saluste du Bartas wuchs im heutigen Département Gers auf, studierte Rechtswissenschaft an der Universität Toulouse und lebte ab 1567 auf dem ererbten Gut und Schloss Le Bartas im heutigen Dorf Saint-Georges, Kanton Gimone-Arrats, östlich Mauvezin. Als Hugenotte (der aber auch Freunde unter den Katholiken hatte) wurde er von Jeanne d’Albret protegiert, deren Hof in Nérac (in 60 Kilometer Entfernung) lag. Ab 1585 gehörte er zum Beraterkreis des späteren Königs Heinrich IV., für den er 1587 als Botschafter zu Jakob VI. nach Schottland, ferner nach Dänemark reiste. Er starb im Alter von 45 Jahren. In Auch ist der Platz Saluste du Bartas nach ihm benannt, wo seit 1890 seine Büste aufgestellt ist. In Mauvezin und Monfort tragen Straßen seinen Namen.
Du Bartas publizierte 1574 unter dem Titel La Muse chrétienne die Versepen Judith, Uranie, sowie Le Triomphe de la foi und triumphierte selbst 1578 mit La Semaine (Die Schöpfungswoche), der 1584 die Seconde Semaine folgte. Dieses „enzyklopädische Gedicht“, ein „kolossales“ Werk (Lestringant), das ihn an die Seite von Ronsard stellte, erlebte zahllose Auflagen und Übersetzungen in ganz Europa, inspirierte Torquato Tasso (zu seinen Sette giornate del mondo creato), den niederländischen Dichter Joost van den Vondel und vor allem John Milton, dessen Paradise Lost in die Schöpfung von Joseph Haydn mündete. In Frankreich wurde es wegen des tiefgreifenden Geschmackswandels vom Barock zur Klassik ab 1630 dem Gespött preisgegeben und geriet für dreihundert Jahre in Vergessenheit, bis sich die neueste Forschung seiner barocken Sprachgewalt wieder öffnete und den Text als modern erkannte.

### Goethe über du Bartas
Schon Goethe äußerte sich über die Spannung zwischen du Bartas’ Größe und der ihm seinerzeit in Frankreich entgegenschlagenden Verachtung:

„Die Franzosen haben einen Poeten Du Bartas, den sie gar nicht mehr oder nur mit Verachtung nennen. Er lebte von 1544 bis 1590, war Soldat und Weltmann und schrieb zahllose Alexandriner. Wir Deutschen, die wir die Zustände jener Nation aus einem andern Gesichtspunkte ansehen, fühlen uns zum Lächeln bewegt, wenn wir in seinen Werken, deren Titel ihn als den Fürsten der französischen Dichter preist, die sämtlichen Elemente der französischen Poesie, freilich in wunderlicher Mischung, beisammen finden. Er behandelte wichtige, bedeutende, breite Gegenstände, wie z.E. die sieben Schöpfungstage, wobei er Gelegenheit fand, eine naive Anschauung der Welt und mannigfaltige Kenntnisse, die er sich in einem tätigen Leben erworben, auf eine darstellende, erzählende, beschreibende, didaktische Weise zu Markte zu bringen. Diese sehr ernsthaft gemeinten Gedichte gleichen daher sämtlich gutmütigen Parodien und sind, wegen ihres bunten Ansehens, dem Franzosen auf der jetzigen Höhe seiner eingebildeten Kultur äußerst verhaßt, anstatt daß, wie der Kurfürst von Mainz das Rad, ein französischer Autor die sieben Tagwerke des Du Bartas irgend symbolisiert im Wappen führen sollte. Damit wir aber, bei einer aphoristischen Behandlung unsrer Aufsätze, nicht unbestimmt und dabei paradox erscheinen, so fragen wir, ob nicht die ersten vierzig Verse des siebenten Schöpfungstages von Du Bartas vortrefflich sind, ob sie nicht in jeder französischen Mustersammlung zu stehen verdienen, ob sie nicht die Vergleichung mit manchem schätzenswerten neuern Produkt aushalten? Deutsche Kenner werden uns beistimmen und uns für die Aufmerksamkeit danken, die wir auf dieses Werk erregen. Die Franzosen aber werden wohl fortfahren, wegen der darin vorkommenden Wunderlichkeiten auch das Gute und Treffliche daran zu verkennen.“

## Werke

### Kritische Ausgaben
- Urban Tigner Holmes, Jr., John Coriden Lyons und Robert White Linker (Hrsg.): The Works of Guillaume de Salluste, Sieur du Bartas. A critical edition. 3 Bde., Chapel Hill 1934–1940; 2 Bde., Genf 1977.
- André Baïche (Hrsg.): La Judit. Association des Publications de la Fac. des Lettres et Sciences Humaine, Toulouse 1971 (220+319 Seiten).
- Kurt Reichenberger (Hrsg.): La Sepmaine ou Création du monde. Kritischer Text der Genfer Ausgabe von 1581. Niemeyer, Tübingen 1963 (Beihefte zur Zeitschrift für romanische Philologie 107).
- La Sepmaine, ou, Création du monde. Hrsg. von Sophie Arnaud-Seigle, Yvonne Bellenger, Denis Bjaï, Véronique Ferrer, Sabine Lardon und Jean-Claude Ternaux. 3 Bde. Classiques Garnier, Paris 2011 (Textes de la Renaissance 173-175).
  - 1. La Sepmaine, ou, Création du monde
  - 2. L'Indice de Simon Goulart
  - 3. Annotations de Pantaleon Thevenin

### Übersetzungen (Auswahl)

#### Deutsch
- Tobias Hübner: Wilhelms v. Saluste Herrn Von Bartas Reimen-Gedichte genand Die Alt-Väter. Cöthen: Fürstl. Druckerei 1619.
- (ders.) Die Andere Woche Wilhelms von Saluste. Cöthen: Fürstl. Druckerei 1622
- (ders.) Die Erste und Andere Woche Wilhelms von Saluste. (Gesamtausgabe der du Bartas-Übersetzung), postum hg. v. Fürst Ludwig von Anhalt-Köthen u. Diederich von dem Werder. Cöthen: Fürstl. Druckerei 1640.

#### Italienisch
- Ferrante Guisoni (auch: Guisone): La divina settimana. G. Metaieri, Tours 1592. (Dizionario Biografico degli Italiani 61, 2004)

#### Lateinisch
- Gabriel de Lerm († 1599): Domini Guillelmi Salustii Bartassii, poetarum nostri saeculi facile principis, Hebdomas. Genf 1596.

#### Englisch
- Josuah Sylvester (1563–1618): Bartas. is deuine vveekes and vvorkes translated & dedicated to the Kings most excellent Maiestie, by Iosvah Sylvester. At London, printed by Humfrey Lovvnes, 1605 (Gainesville, Fla., Scholars' Facsimiles & Reprints, 1965).

#### Spanisch
- Joseph de Càceres: Los siete dias de la semana sobre la criacion del mundo. Alberto Boumeester, Amsterdam 1612

#### Niederländisch
- Zacharias Heyns (1566–1630): De weke. Inhoudende de scheppinghe des werelts. Zwolle 1616.

#### Dänisch
- Anders Arrebo (1587–1637): Hexaëmeron rhythmico-danicum. Kopenhagen 1661 (freie Übersetzung).

### Handbuchinformation
- Kurt Reichenberger, in: Hauptwerke der französischen Literatur. Einzeldarstellungen und Interpretationen, hrsg. von Irene Schwendemann, München, Kindler, 1976, S. 87.
- Yvonne Bellenger, in: Laffont-Bompiani. Le nouveau dictionnaire des oeuvres de tous les temps et de tous les pays. Auteurs, Paris 1994, S. 937–938 (Reihe Bouquins).
- Frank Lestringant, "Du Bartas, Guillaume", in: Dictionnaire des écrivains de langue française, hrsg. von Jean-Pierre Beaumarchais, Daniel Couty und Alain Rey, Paris, Larousse, 2001, S. 537–539.